# John Moriarty (Dirigent)

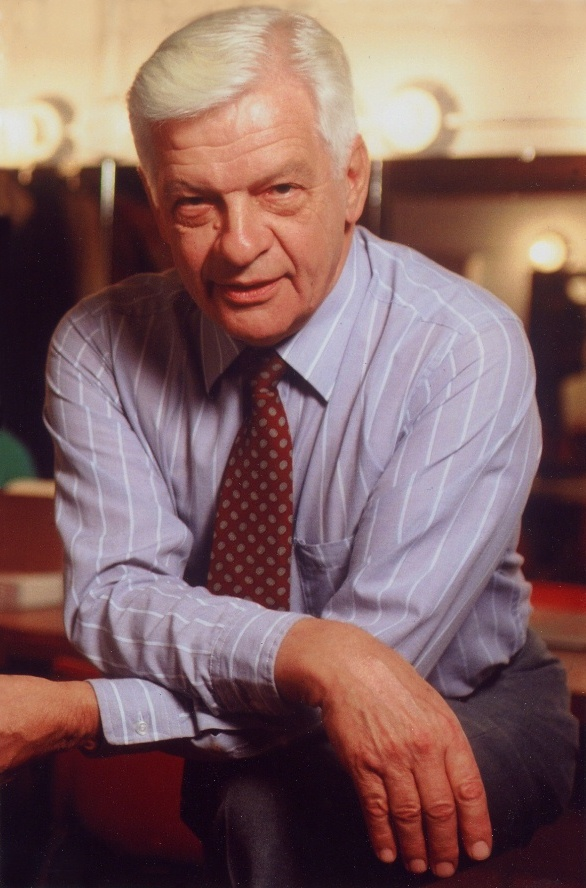
John Moriarty, 2011

John Moriarty (* 30. September 1930 in Fall River/Massachusetts; † 5. Januar 2022) war ein US-amerikanischer Dirigent und Opernregisseur.
Moriarty studierte Musik am New England Conservatory, an der Brandeis University und am Mills College. Seiner Lehrer waren u. a. Pierre Bernac (französische Vokalmusik), Egon Petri und Carlo Zecchi (Klavier). Er arbeitete 20 Jahre lang mit den Ensemble der Central City Opera zusammen, deren künstlerischer Leiter er von 1982 bis 1998 war. Daneben wirkte er als künstlerischer Leiter der Santa Fe Opera und der Washington Opera Society, arbeitete als Opernregisseur bzw. Dirigent  am Opera Theatre of Saint Louis, der Boston Lyric Opera und der Oklahoma City Opera und dirigierte das Colorado Symphony Orchestra.
Er galt als einer der besten Gesangslehrer und Klavierbegleiter der USA und gab im ganzen Land Meisterklassen. Als Klaviersolist trat er u. a. mit dem Boston Pops Orchestra, der Boston Civic Symphony und dem Radio Eireann Orchestra of Dublin auf. Bei Cambridge Records nahm er zwischen 1969 und 1971 sechs Alben mit Orchestermusik auf, darunter die Ersteinspielung von Georg Friedrich Händels Tamerlano. Auf drei Alben begleitete er die Sängerin Carole Bogard am Klavier. 1998 war er Dirigent bei einer Aufnahme der Central City Opera von Douglas Moores Oper The Ballad of Baby Doe, für die er mit Duane A. Smith das Libretto geschrieben hatte.